# Fernando Sancho
Fernando Sancho (Zaragoza, 7 januari 1916 - Madrid, 31 juli 1990) was een Spaans acteur. Vanwege zijn donkere uiterlijk, zijn grote baard en dikke postuur werd hij vaak getypecast in negatieve stereotypen van Arabieren en Mexicanen. Hij speelde bijna altijd kleine rollen. 
Sancho werd bekend door zijn rol als Turkse officier in Lawrence of Arabia. Ook speelde hij in meer dan 100 spaghettiwesterns, waarin hij vaak de rol van Mexicaanse generaal of bandietenleider speelde. Zo was hij te zien in A Pistol for Ringo (1965), The Return of Ringo (1965), Django Shoots First (1966) en I'll Forgive You, Before I Kill You (1970).
- Biblioteca Nacional de España: XX1110009
- Bibliothèque nationale de France: cb14024916z (data)
- Gemeinsame Normdatei: 1061423727
- International Standard Name Identifier: 0000 0003 7181 6659
- Library of Congress Control Number: n84030840
- Istituto Centrale per il Catalogo Unico: CAGV502860
- Système universitaire de documentation: 185646883
- Virtual International Authority File: 17421384
- WorldCat: E39PBJd3JvwRPVcfk3qHRkFxjC